# 孟加拉國—沙烏地阿拉伯關係
孟加拉國－沙烏地阿拉伯關係，一開始相當緊張，但現在孟加拉國與沙特阿拉伯王國之間已發展成強而有力的關係。作為穆斯林占多數的國家，孟加拉國特別重視與沙特阿拉伯的關係，沙特阿拉伯是伊斯蘭教的發源地。 這兩個國家都是伊斯蘭合作組織（OIC）的成員，沙特阿拉伯也擁有全球大部分孟加拉人僑民。

## 歷史
1971年，沙特阿拉伯反對來自東巴基斯坦的孟加拉解放戰爭。沙特阿拉伯支持巴基斯坦政權，反對孟加拉國獨立。

## 確立雙邊關係
沙特阿拉伯和孟加拉國於1975年至1976年正式建立了外交關係，在孟加拉國軍隊叛變暗殺了謝赫·穆吉布·拉赫曼後，齊亞·拉赫曼和艾爾沙德的軍事政權採取措施與沙特阿拉伯建立了強有力的商業和文化聯繫。自20世紀80年代後期以來，大量熟練和非熟練的孟加拉國工人都搬到了沙特阿拉伯; 今天居住在沙特阿拉伯的孟加拉國人口超過250萬。大量的穆斯林宗教學生和神職人員還定期前往沙特阿拉伯進行學習和宗教工作。作為人口最多的穆斯林國家之一，孟加拉國是朝覲朝聖者的主要來源。 沙特阿拉伯已成為向孟加拉國提供資金和經濟援助的主要來源。但在2014年8月，沙特阿拉伯禁止孟加拉婦女嫁給沙特國民(防止成為正式沙特國民)。